# Koh Ker
Koh Ker (tiếng Khmer: ប្រាសាទកោះកេរ្ដិ៍, Prasat Kaôh Ké [praːsaːt kɑh keː]) là một địa điểm khảo cổ xa xôi nằm ở phía Bắc Campuchia, cách Angkor và thành phố Siêm Riệp khoảng 120 kilômét (75 mi). Đó là một khu vực đầy rừng rậm và dân cư thưa thớt. Hơn 180 di tích đã được tìm thấy trong khu vực được bảo vệ rộng 81 kilômét vuông (31 dặm vuông Anh). Du khách chỉ có thể đến thăm khoảng 20 di tích vì hầu hết các di tích đều nằm ẩn trong rừng rậm và chưa được rà phá bom mìn.
Koh Ker là tên hiện đại của một thành phố quan trọng của đế quốc Khmer. Trong các bản khắc, nó được nhắc đến với tên gọi Lingapura (nghĩa là "Thành phố của Linga") hoặc Chok Gargyar.:70, tạm dịch là "thành phố của quặng bóng" hoặc là "rừng cây sắt".(tr8–9)
Dưới triều đại của vua Jayavarman IV và Harshavarman II, Koh Ker trong thời gian ngắn đã là thủ đô của toàn bộ đế quốc (928–944 sau Công nguyên). Jayavarman IV thực hiện một kế hoạch xây dựng đầy tham vọng. Một bể nước khổng lồ và khoảng 40 ngôi đền được xây dựng dưới sự cai trị của ông. Quần thể đền đài quan trọng nhất là thánh địa đôi Prasat Thom/Prang có quy hoạch tuyến tính chứ không phải đồng tâm như hầu hết các đền thờ của các vị vua Khmer khác. Chưa từng có trước đó là kim tự tháp bảy tầng cao 36 mét (118 ft) có lẽ được dùng như là một đền thờ quốc gia dưới triều đại của Jayavarman IV.:103
Koh Ker được ghi vào Danh sách Di sản thế giới của UNESCO vào ngày 17 tháng 9 năm 2023 trong phiên họp lần thứ 45 của Ủy ban Di sản thế giới diễn ra ở Riyadh, Ả Rập Xê Út.

## Lịch sử
Jayavarman IV cai trị từ năm 928 đến năm 941 tại Koh Ker. Người ta tin rằng ông là vua địa phương tại địa điểm xa xôi này, có thể đây cũng chính là quê hương của ông trước khi ông trở thành vua của toàn bộ đế quốc. Điều đó có thể giải thích tại sao ông lại cư trú ở Koh Ker chứ không phải ở Roluos (Hariharalaya) hay Yaśodharapura (Angkor) như các vị vua tiền nhiệm. Một số nhà sử học cho rằng Jayavarman IV là kẻ tiếm quyền nhưng đa số họ tin rằng ông là một nhà cai trị hợp pháp và có thể lên ngôi vì kết hôn với em gái cùng cha khác mẹ của vua Yasovarman I (889 – 900). Điều chắc chắn là hai người con trai của Yasovarman I là Harshavarman I (trị vì từ năm 900 đến 922) và Isanavarman II (cai trị từ năm 922 đến 925?) đều không có con. Trong thời gian ngắn Jayavarman IV trị vì ở Koh Ker, một kế hoạch xây dựng đầy tham vọng đã được thực hiện. Khoảng 40 ngôi đền, kim tự tháp bảy tầng độc đáo và một hồ chứa nước khổng lồ đã được xây dựng. Dưới thời Jayavarman IV, phong cách Koh Ker được phát triển và nghệ thuật điêu khắc đạt đến đỉnh cao.(tr15)
Sau cái chết của Jayavarman IV, hoàng tử được chỉ định đã không thay thế ông. Harshavarman II (một người con khác của Jayavarman IV) lên ngôi. Giống như cha mình, ông cai trị Koh Ker (941 – 944) nhưng sau 3 năm ông qua đời. Không có ngôi đền nào ở Koh Ker có thể được coi là của ông. Người kế vị ngai vàng là một người anh họ của ông đã đưa Roluos (Hariharalaya) trở lại vị trí quyền lực.
Ngay cả sau năm 944, khi thủ đô của Đế quốc Khmer đã quay trở lại vùng đồng bằng phía bắc hồ Tonle Sap, nhiều ngôi chùa vẫn được xây dựng tại Koh Ker. Một dòng chữ đề cập đến triều đại của Udayadityavarman I vào năm 1001. Vào đầu thế kỷ 13, điện thờ cuối cùng đã được xây dựng ở đó. Dưới thời Jayavarman VII, Prasat Andong Kuk hay còn gọi là bệnh viện-giáo đường được xây dựng, một trong hơn 100 bệnh viện-điện thờ được xây dựng dưới thời cai trị này.(tr15) (tr25)

## Địa lý
Koh Ker nằm giữa sườn phía nam của Dãy núi Dângrêk, phía tây nam của dãy núi Kulen và Tbeng ở phía đông, gần Preah Vihear. Phần lớn diện tích khu vực này được bao phủ bởi rừng rậm, nhưng hầu hết đều rụng lá theo mùa. Thành phố Koh Ker nằm trên tuyến đường chiến lược quan trọng nhất của đế quốc Khmer, đi từ Angkor và Beng Mealea tới Koh Ker, và con đường này dẫn tới Đền Preah Vihear. Từ đây đến Phimai ở Thái Lan và Wat Phou ở Lào.(tr13–14) Koh Ker tương đối khô ráo. Nhiều bể chứa nước và kênh rạch được xây dựng trong thế kỷ 9 và 10 để đảm bảo nguồn cung cấp nước. Ngày nay, nước được bơm lên từ độ sâu 30 đến 40 mét (98 đến 131 ft) mét.(tr9)

## Mô tả
Vẫn như bao đền đài khác ẩn mình trong rừng sâu hàng ngàn năm, kinh đô Koh Ker một thời giờ đây gần như hoang phế, chỉ còn lại những dãy tường thành to lớn bao bọc cung điện. Ấn tượng nhất vẫn là ngọn tháp cao vút giữa trung tâm Koh Ker tuy đã bị sụp mất phần mái nhưng vẫn uy nghi đứng giữa rừng già. Kinh đô Koh Ker chỉ tồn tại đúng với thời gian xây dựng nên nó: 23 năm. Ngay sau khi lên ngôi, con của Jayavarman IV là Hasavarman I đã cho dời đô trở lại Angkor, và ngay từ năm 944, Koh Ker đã bị quên lãng. Mãi đến năm 2003, Koh Ker mới chính thức được đưa ra ánh sáng sau 1.059 năm bị lãng quên. Đó là kỳ quan và là cố đô được xem là "yểu mệnh" nhất trong thời kỳ Angkor.
Pháo đài giữa khu đền được xây dựng hoàn toàn khác với kiến trúc Angkor, có hình kim tự tháp với những bậc đá lên đỉnh gần như dựng đứng. Tư liệu cổ ghi lại rằng do loạn lạc, vua Jayavarman IV đã cho xây ngôi tháp vừa làm nơi huấn luyện quân đội, vừa làm đền thờ. Các bức tường thành bao bọc kinh đô Koh Ker cũng rất dày và chỉ có một lối độc đạo ra vào để tránh bị tấn công.
Kim tự tháp Koh Ker được xem là công trình độc đáo nhất khu phế tích với gần 54 ngọn tháp giống như nhau. Nhiều người gọi đây là con đường lên trời với những bậc tam cấp nhỏ và gần như thẳng đứng, Ủy ban Apsara đã thiết kế một cầu thang dành cho du khách.
Ngày xưa các quan quân vua Jayavarman IV dùng "đường lên trời" để luyện tập, những ai kiên cường, dẻo dai mới có thể chinh phục được đỉnh tháp, do đó đã có không ít người bỏ mạng khi luyện tập với "đường lên trời" này. Từ trên đỉnh tháp, phóng tầm mắt có thể thấy cả những dãy núi Prasat Preah Vihear, núi Kulen hùng vĩ phía xa xa.
Đền Koh Ker chia làm nhiều cụm tháp to nhỏ rãi khắp một khu vực rộng lớn. Sau đây là tên chi tiết các tháp trong khu vực:
1. Cụm tháp Thom 
- Tháp Dar Tong
- Tháp Thom (tháp trung tâm dùng để tế lễ hình dáng giống Kim Tự Tháp)
- Tháp Kok Sokum

2. Cụm tháp Bắc 
- Tháp Trappang Roei
- Tháp Dei Chnang
- Tháp Balang
- Tháp Thneng
- Tháp G
- Linga
- Tháp Andong Kuk
- Tháp Krachap
- Tháp D
- Tháp Banteay Pichean
- Tháp Chammtres
- Tháp Chrap

3. Cụm tháp Nam 
- Tháp Chhin
- Tháp Damrei
- Tháp Khna
- Tháp Ang Khna
- Tháp Nean Khmau
- Tháp Pram
- Tháp Ba
- Tháp Neung Khmau

4. Tháp ngoài 
- Tháp Lohoug
- Tháp Kraham

5. Hồ Rahal

## Tình trạng
Cố đô Koh Ker rộng đến 30km2, chỉ trung tâm hoàng thành có đến 54 ngọn tháp bằng đá lớn, chưa kể hàng trăm ngôi đền thờ những chiếc Linga khổng lồ còn nằm khuất sau những cánh rừng quanh đền, mà cho đến giờ Ủy ban Apsara vẫn chưa thể thống kê được. Hàng vạn nô lệ đã bỏ mạng để xây dựng nên Koh Ker, vậy mà nó chỉ tồn tại đúng 23 năm.
Ngôi đền cũng giống như số phận của những ngôi đền khác ngoài khu vực trung tâm, dù là kinh thành, hoàng cung và được mệnh danh là cố đô lừng lẫy trong lịch sử, cùng với Beng Mealea, Koh Ker bị chìm vào quên lãng suốt 1059 năm không một bóng người. Hiện nay, di tích đang tiếp tục bị bỏ hoang và chưa có dấu hiệu của sự trùng tu. Chỉ vài sửa chữa nhỏ nhặt mà Ủy ban Apsara thiết kế dành cho số ít du khách tham quan nơi đây. Di tích chỉ thích hợp với du khách ba lô hay đi bằng xe moto, bởi địa thế nằm khá xa trung tâm cùng sự hoang phế của nó. Cá biệt, có một số ngôi đền nằm lẩn khuất trong rừng già, có đền nhỏ nằm giữa khu vực bom mìn không một bóng người.

## Du lịch tại Koh Ker
Nếu muốn thực hiện chuyến du lịch bằng moto đến Koh Ker, du khách đi theo quốc lộ số 6. Nghĩ đêm tại đây thì có thể ở tại Koh Ker Guest House, trong ngôi làng Sra Yong.